# 14e législature du Canada

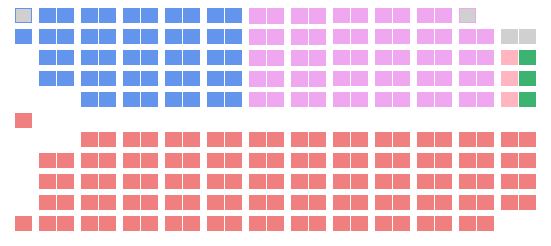
La distribution initiale des sièges au commencement de la 14e législature du Canada

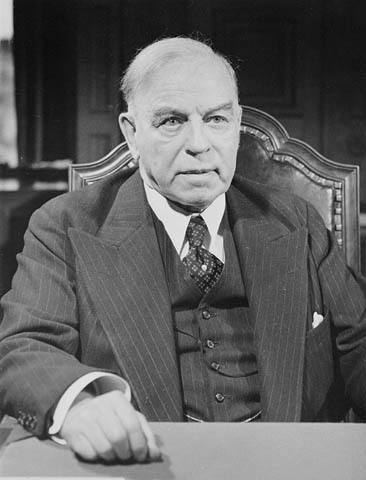
William Lyon Mackenzie King fut premier ministre durant la 14e législature.

La 14e législature du Canada fut en session du 8 mars 1922 au 5 septembre 1925. Sa composition fut déterminée par les élections de 1921 et fut légèrement modifiée par des démissions et des élections partielles précédant les élections de 1925.
Cette législature fut dirigée par un parlement minoritaire contrôlé par le Parti libéral sous le contrôle du premier ministre William Lyon Mackenzie King. L'Opposition officielle fut représentée par le Parti conservateur et son chef Arthur Meighen, malgré le fait que le Parti progressiste de Thomas Crerar détenait plus de sièges. L'apparition du Parti progressiste créa une situation de tripartisme pour la première fois depuis la disparition du Parti anti-confédération de 1867.
Le Président fut Rodolphe Lemieux.
Ce fut la première situation de parlement minoritaire (excluant les derniers jours de la 2e législature du Canada). La législature marque également la première apparition du Parti travailliste dirigé par J. S. Woodsworth. Ce parti représente les débuts du Parti social démocratique du Canada (Co-Operative Commonwealth Federation) et de son successeur le Nouveau Parti démocratique.
Voici les 4 sessions parlementaires de la 14e législature:
| Session | Début           | Fin             |
| ------- | --------------- | --------------- |
| 1re     | 8 mars 1922     | 28 juin 1922    |
| 2e      | 31 janvier 1923 | 30 juin 1923    |
| 3e      | 28 février 1924 | 19 juillet 1924 |
| 4e      | 5 février 1925  | 27 juin 1925    |

## Liste des députés
Les circonscriptions marquées d'un astérisque (*) indiquent qu'elles sont représentées par deux députés.

### Alberta
| Circonscription | Circonscription | Nom                      | Parti                     |
| --------------- | --------------- | ------------------------ | ------------------------- |
| Battle River    |                 | Henry Elvins Spencer     | Progressiste              |
| Bow River       |                 | Edward Joseph Garland    | Progressiste              |
| Calgary-East    |                 | William Irvine           | Travailliste              |
| Calgary-Ouest   |                 | Joseph Tweed Shaw        | Travailliste              |
| Edmonton-Est    |                 | Donald Ferdinand Kellner | Progressiste              |
| Edmonton-Ouest  |                 | Donald MacBeth Kennedy   | Progressiste              |
| Lethbridge      |                 | Lincoln Henry Jelliff    | Progressiste              |
| Macleod         |                 | George Gibson Coote      | Progressiste              |
| Medicine Hat    |                 | Robert Gardiner          | Progressiste              |
| Red Deer        |                 | Alfred Speakman          | United Farmers of Alberta |
| Strathcona      |                 | Daniel Webster Warner    | Progressiste              |
| Victoria        |                 | William Thomas Lucas     | United Farmers of Alberta |

### Colombie-Britannique
| Circonscription    | Circonscription | Nom                                               | Parti        |
| ------------------ | --------------- | ------------------------------------------------- | ------------ |
| Burrard            |                 | John Arthur Clark                                 | Conservateur |
| Cariboo            |                 | Thomas George McBride                             | Progressiste |
| Comox—Alberni      |                 | Alan Webster Neill                                | Progressiste |
| Fraser Valley      |                 | Elgin Albert Munro                                | Libéral      |
| Kootenay-Est       |                 | Robert Ethelbert Beattie (au 8 février 1922)      | Libéral      |
| Kootenay-Est       |                 | James Horace King (élection partielle en 1922)    | Libéral      |
| Kootenay-Ouest     |                 | Levi William Humphrey                             | Progressiste |
| Nanaimo            |                 | Charles Herbert Dickie                            | Conservateur |
| New Westminster    |                 | William Garland McQuarrie                         | Conservateur |
| Skeena             |                 | Alfred Stork                                      | Libéral      |
| Vancouver-Centre   |                 | Henry Herbert Stevens                             | Conservateur |
| Vancouver-Sud      |                 | Leon Johnson Ladner                               | Conservateur |
| Victoria (Cité de) |                 | Simon Fraser Tolmie                               | Conservateur |
| Yale               |                 | John Armstrong Mackelvie (décédé le 6 avril 1924) | Conservateur |
| Yale               |                 | Grote Stirling (élection partielle en 1924)       | Conservateur |

### Île-du-Prince-Édouard
| Circonscription | Circonscription | Nom                        | Parti   |
| --------------- | --------------- | -------------------------- | ------- |
| King's          |                 | James Joseph Hughes        | Libéral |
| Prince          |                 | Alfred Edgar MacLean       | Libéral |
| Queen's*        |                 | Donald Alexander Mackinnon | Libéral |
| Queen's*        |                 | John Ewen Sinclair         | Libéral |

### Manitoba
| Circonscription    | Circonscription | Nom                                                 | Parti        |
| ------------------ | --------------- | --------------------------------------------------- | ------------ |
| Brandon            |                 | Robert Forke                                        | Progressiste |
| Dauphin            |                 | William John Ward                                   | Progressiste |
| Lisgar             |                 | John Livingstone Brown                              | Progressiste |
| Macdonald          |                 | William James Lovie                                 | Progressiste |
| Marquette          |                 | Thomas Crerar                                       | Progressiste |
| Neepawa            |                 | Robert Milne                                        | Progressiste |
| Nelson             |                 | Thomas William Bird                                 | Progressiste |
| Portage la Prairie |                 | Harry Leader                                        | Progressiste |
| Provencher         |                 | Arthur-Lucien Beaubien                              | Libéral      |
| Selkirk            |                 | Leland Payson Bancroft                              | Progressiste |
| Souris             |                 | James Steedsman                                     | Progressiste |
| Springfield        |                 | Robert Alexander Hoey                               | Progressiste |
| Winnipeg-Centre    |                 | James Shaver Woodsworth                             | Travailliste |
| Winnipeg-Nord      |                 | Edward James McMurray (until emoulment appointment) | Libéral      |
| Winnipeg-Nord      |                 | Edward James McMurray (élection partielle en 1923)  | Libéral      |
| Winnipeg-Sud       |                 | Albert Hudson                                       | Libéral      |

### Nouveau-Brunswick
| Circonscription       | Circonscription | Nom                                                   | Parti        |
| --------------------- | --------------- | ----------------------------------------------------- | ------------ |
| Charlotte             |                 | Robert Watson Grimmer                                 | Conservateur |
| Gloucester            |                 | Onésiphore Turgeon (au 26 octobre 1922)               | Libéral      |
| Gloucester            |                 | Jean George Robichaud (élection partielle en 1922)    | Libéral      |
| Kent                  |                 | Auguste Léger                                         | Libéral      |
| Kent                  |                 | Alexandre Doucet (élection partielle en 1923)         | Conservateur |
| Northumberland        |                 | John Morrissy (décédé le 31 juillet 1924)             | Libéral      |
| Northumberland        |                 | William Bunting Snowball (élection partielle en 1924) | Libéral      |
| Restigouche—Madawaska |                 | Pius Michaud                                          | Libéral      |
| Royal                 |                 | George Burpee Jones                                   | Conservateur |
| Saint-Jean—Albert*    |                 | John Babington Macaulay Baxter                        | Conservateur |
| Saint-Jean—Albert*    |                 | Murray MacLaren                                       | Conservateur |
| Victoria—Carleton     |                 | Thomas Wakem Caldwell                                 | Progressiste |
| Westmorland           |                 | Arthur Bliss Copp (démission)                         | Libéral      |
| Westmorland           |                 | Arthur Bliss Copp (élection partielle en 1922)        | Libéral      |
| York—Sunbury          |                 | Richard Burpee Hanson                                 | Conservateur |

### Nouvelle-Écosse
| Circonscription             | Circonscription | Nom                                                                   | Parti        |
| --------------------------- | --------------- | --------------------------------------------------------------------- | ------------ |
| Antigonish—Guysborough      |                 | Colin Francis McIsaac                                                 | Libéral      |
| Cap-Breton-Victoria-Nord    |                 | Daniel Duncan McKenzie (au 29 décembre 1921)                          | Libéral      |
| Cap-Breton-Victoria-Nord    |                 | Daniel Duncan McKenzie (élection partielle en 1922, au 11 avril 1923) | Libéral      |
| Cap-Breton-Victoria-Nord    |                 | Fenwick Lionel Kelly (élection partielle en 1923)                     | Libéral      |
| Cap-Breton-Sud et Richmond* |                 | William F. Carroll                                                    | Libéral      |
| Cap-Breton-Sud et Richmond* |                 | George William Kyte                                                   | Libéral      |
| Colchester                  |                 | Harold Putnam                                                         | Libéral      |
| Cumberland                  |                 | Hance James Logan                                                     | Libéral      |
| Digby et Annapolis          |                 | Lewis Johnstone Lovett                                                | Libéral      |
| Halifax*                    |                 | Edward Blackadder (décédé le 22 octobre 1922)                         | Libéral      |
| Halifax*                    |                 | Alexander Kenneth Maclean (au 2 novembre 1923)                        | Libéral      |
| Halifax*                    |                 | Robert Emmett Finn (élection partielle en 1922)                       | Libéral      |
| Halifax*                    |                 | William Anderson Black (élection partielle 1923)                      | Conservateur |
| Hants                       |                 | Lewis Herbert Martell                                                 | Libéral      |
| Inverness                   |                 | Alexander William Chisholm                                            | Libéral      |
| Kings                       |                 | Ernest William Robinson                                               | Libéral      |
| Lunenburg                   |                 | William Duff                                                          | Libéral      |
| Pictou                      |                 | Edward Mortimer Macdonald (au 15 août 1923)                           | Libéral      |
| Pictou                      |                 | Edward Mortimer Macdonald (élection partielle en 1923)                | Libéral      |
| Shelburne et Queen's        |                 | William Stevens Fielding (au 29 décembre 1921)                        | Libéral      |
| Shelburne et Queen's        |                 | William Stevens Fielding (élection partielle en 1922)                 | Libéral      |
| Yarmouth et Clare           |                 | Paul Lacombe Hatfield                                                 | Libéral      |

### Ontario
| Circonscription             | Circonscription | Nom                                                                              | Parti                     |
| --------------------------- | --------------- | -------------------------------------------------------------------------------- | ------------------------- |
| Algoma-Est                  |                 | John Carruthers                                                                  | Libéral                   |
| Algoma-Ouest                |                 | Thomas Edward Simpson                                                            | Conservateur              |
| Brantford                   |                 | William Gawtress Raymond                                                         | Libéral                   |
| Brant                       |                 | William Charles Good                                                             | Progressiste indépendant  |
| Bruce-Nord                  |                 | James Malcolm                                                                    | Libéral                   |
| Bruce-Sud                   |                 | John Walter Findlay                                                              | Progressiste              |
| Carleton                    |                 | William Foster Garland                                                           | Conservateur              |
| Dufferin                    |                 | Robert John Woods                                                                | Progressiste              |
| Dundas                      |                 | Preston Elliott                                                                  | Progressiste              |
| Durham                      |                 | Fred Wellington Bowen                                                            | Conservateur              |
| Elgin-Est                   |                 | John Lawrence Stansell                                                           | Conservateur              |
| Elgin-Ouest                 |                 | Hugh Cummings McKillop                                                           | Conservateur              |
| Essex-Nord                  |                 | William Costello Kennedy (au 29 décembre 1921)                                   | Libéral                   |
| Essex-Nord                  |                 | William Costello Kennedy (élection partielle en 1922, décédé le 17 janvier 1923) | Libéral                   |
| Essex-Nord                  |                 | Albert Frederick Healy (élection partielle en 1923)                              | Libéral                   |
| Essex-Sud                   |                 | George Perry Graham (au 29 décembre 1921)                                        | Libéral                   |
| Essex-Sud                   |                 | George Perry Graham (élection partielle en 1922)                                 | Libéral                   |
| Fort-William et Rainy-River |                 | Robert James Manion                                                              | Conservateur              |
| Frontenac                   |                 | William Samuel Reed                                                              | Progressiste              |
| Glengarry et Stormont       |                 | John Wilfred Kennedy                                                             | Progressiste              |
| Grenville                   |                 | Arza Clair Casselman (au 27 décembre 1921)                                       | Conservateur              |
| Grenville                   |                 | Arthur Meighen (élection partielle en 1922)                                      | Conservateur              |
| Grey-Nord                   |                 | Matthew Robert Duncan                                                            | Conservateur              |
| Grey-Sud-Est                |                 | Agnes Macphail                                                                   | Progressiste              |
| Haldimand                   |                 | Mark Cecil Senn                                                                  | Conservateur              |
| Halton                      |                 | Robert King Anderson                                                             | Conservateur              |
| Hamilton-Est                |                 | Sydney Chilton Mewburn                                                           | Conservateur              |
| Hamilton-Ouest              |                 | Thomas Joseph Stewart                                                            | Conservateur              |
| Hastings-Est                |                 | Thomas Henry Thompson                                                            | Conservateur              |
| Hastings-Ouest              |                 | Edward Guss Porter (démissionne le 27 juin 1924)                                 | Conservateur              |
| Hastings-Ouest              |                 | Charles Edward Hanna (élection partielle en 1924)                                | Libéral                   |
| Huron-Nord                  |                 | John Warwick King                                                                | Progressiste              |
| Huron-Sud                   |                 | William Black                                                                    | Progressiste              |
| Kent                        |                 | Archibald Blake McCoig (au 4 janvier 1922, nommé au Sénat)                       | Libéral                   |
| Kent                        |                 | James Murdock (élection partielle en 1922)                                       | Libéral                   |
| Kingston                    |                 | Arthur Edward Ross                                                               | Conservateur              |
| Lambton-Est                 |                 | Burt Wendell Fansher                                                             | Progressiste              |
| Lambton-Ouest               |                 | Richard Vryling Lesueur                                                          | Conservateur              |
| Lanark                      |                 | John Alexander Stewart (décédé le 7 octobre 1922)                                | Conservateur              |
| Lanark                      |                 | Richard Franklin Preston (élection partielle en 1922)                            | Conservateur              |
| Leeds                       |                 | Hugh Alexander Stewart                                                           | Conservateur              |
| Lennox et Addington         |                 | Edward James Sexsmith                                                            | Progressiste              |
| Lincoln                     |                 | James Dew Chaplin                                                                | Conservateur              |
| London                      |                 | John Franklin White                                                              | Conservateur              |
| Middlesex-Est               |                 | Archie Latimer Hodgins                                                           | Progressiste              |
| Middlesex-Ouest             |                 | John Douglas Fraser Drummond                                                     | Progressiste              |
| Muskoka                     |                 | William James Hammell                                                            | Progressiste              |
| Nipissing                   |                 | Edmond Anthony Lapierre                                                          | Libéral                   |
| Norfolk                     |                 | John Alexander Wallace                                                           | Progressiste              |
| Northumberland              |                 | Milton Edgar Maybee                                                              | Conservateur              |
| Ontario-Nord                |                 | Robert Henry Halbert                                                             | United Farmers of Ontario |
| Ontario-Sud                 |                 | Lawson Omar Clifford                                                             | Libéral                   |
| Ottawa (Cité d')*           |                 | Edgar-Rodolphe-Eugène Chevrier                                                   | Libéral                   |
| Ottawa (Cité d')*           |                 | Harold Buchanan McGiverin                                                        | Libéral                   |
| Oxford-Nord                 |                 | Duncan James Sinclair                                                            | Libéral                   |
| Oxford-Sud                  |                 | Donald Sutherland                                                                | Conservateur              |
| Parkdale                    |                 | David Spence                                                                     | Conservateur              |
| Parry Sound                 |                 | James Arthurs                                                                    | Conservateur              |
| Peel                        |                 | Samuel Charters                                                                  | Conservateur              |
| Perth-Nord                  |                 | James Palmer Rankin                                                              | Libéral                   |
| Perth-Sud                   |                 | William Forrester                                                                | Libéral                   |
| Peterborough-Est            |                 | George Arthur Brethen                                                            | Progressiste              |
| Peterborough-Ouest          |                 | George Newcombe Gordon                                                           | Libéral                   |
| Port-Arthur et Kenora       |                 | Dougald Kennedy                                                                  | Progressiste              |
| Prescott                    |                 | Joseph Binette                                                                   | Progressiste              |
| Prince Edward               |                 | John Hubbs                                                                       | Conservateur              |
| Renfrew-Nord                |                 | Matthew McKay                                                                    | Libéral                   |
| Renfrew-Sud                 |                 | Thomas Andrew Low                                                                | Libéral                   |
| Renfrew-Sud                 |                 | Thomas Andrew Low (élection partielle en 1923)                                   | Libéral                   |
| Russell                     |                 | Charles Murphy                                                                   | Libéral                   |
| Russell                     |                 | Charles Murphy (élection partielle en 1922)                                      | Libéral                   |
| Simcoe-Est                  |                 | Thomas Edward Manley Chew                                                        | Libéral                   |
| Simcoe-Nord                 |                 | Thomas Edwin Ross                                                                | Progressiste              |
| Simcoe-Sud                  |                 | William Alves Boys                                                               | Conservateur              |
| Timiskaming                 |                 | Angus McDonald                                                                   | Indépendant               |
| Toronto-Centre              |                 | Edmund James Bristol                                                             | Conservateur              |
| Toronto-Est                 |                 | Edmond Baird Ryckman                                                             | Conservateur              |
| Toronto-Nord                |                 | Thomas Langton Church                                                            | Conservateur              |
| Toronto-Ouest               |                 | Horatio Clarence Hocken                                                          | Conservateur              |
| Toronto-Sud                 |                 | Charles Sheard                                                                   | Conservateur              |
| Victoria                    |                 | John Jabez Thurston                                                              | Indépendant               |
| Waterloo-Nord               |                 | William Daum Euler                                                               | Libéral                   |
| Waterloo-Sud                |                 | William Elliott                                                                  | Progressiste              |
| Welland                     |                 | William Manley German                                                            | Libéral                   |
| Wellington-Nord             |                 | John Pritchard                                                                   | Progressiste              |
| Wellington-Sud              |                 | Hugh Guthrie                                                                     | Conservatueur             |
| Wentworth                   |                 | Gordon Crooks Wilson                                                             | Conservatueur             |
| York-Est                    |                 | Joseph Henry Harris                                                              | Conservatueur             |
| York-Nord                   |                 | William Lyon Mackenzie King                                                      | Parti libéral du Canada   |
| York-Nord                   |                 | William Lyon Mackenzie King (élection partielle en 1922)                         | Libéral                   |
| York-Ouest                  |                 | Henry Lumley Drayton                                                             | Conservatueur             |
| York-Sud                    |                 | William Findlay Maclean                                                          | Conservatueur indépendant |

### Québec
| Circonscription                 | Circonscription | Nom                                                          | Parti   |
| ------------------------------- | --------------- | ------------------------------------------------------------ | ------- |
| Argenteuil                      |                 | Peter Robert McGibbon (décédé en fonction)                   | Libéral |
| Argenteuil                      |                 | Charles Stewart (élection partielle en 1922)                 | Libéral |
| Bagot                           |                 | Joseph Edmond Marcile                                        | Libéral |
| Beauce                          |                 | Henri Sévérin Béland                                         | Libéral |
| Beauce                          |                 | Henri Sévérin Béland (élection partielle en 1922)            | Libéral |
| Beauharnois                     |                 | Louis-Joseph Papineau                                        | Libéral |
| Bellechasse                     |                 | Charles-Alphonse Fournier                                    | Libéral |
| Berthier                        |                 | Joseph-Charles-Théodore Gervais                              | Libéral |
| Bonaventure                     |                 | Charles Marcil                                               | Libéral |
| Brome                           |                 | Andrew Ross McMaster                                         | Libéral |
| Chambly—Verchères               |                 | Joseph Archambault                                           | Libéral |
| Champlain                       |                 | Arthur Lesieur Desaulniers                                   | Libéral |
| Charlevoix—Montmorency          |                 | Pierre-François Casgrain                                     | Libéral |
| Chicoutimi—Saguenay             |                 | Edmond Savard                                                | Libéral |
| Châteauguay—Huntingdon          |                 | James Alexander Robb (au 29 décembre 1921)                   | Libéral |
| Châteauguay—Huntingdon          |                 | James Alexander Robb (élection partielle en 1922)            | Libéral |
| Compton                         |                 | Aylmer Byron Hunt                                            | Libéral |
| Dorchester                      |                 | Lucien Cannon                                                | Libéral |
| Drummond—Arthabaska             |                 | Napoléon Kemner Laflamme                                     | Libéral |
| Gaspé                           |                 | Rodolphe Lemieux                                             | Libéral |
| George-Étienne Cartier          |                 | Samuel William Jacobs                                        | Libéral |
| Hochelaga                       |                 | Édouard-Charles St-Père                                      | Libéral |
| Hull                            |                 | Joseph-Éloi Fontaine                                         | Libéral |
| Jacques-Cartier                 |                 | David Arthur Lafortune (décédé le 19 octobre 1922)           | Libéral |
| Jacques-Cartier                 |                 | Joseph-Théodule Rhéaume (élection partielle en 1922)         | Libéral |
| Joliette                        |                 | Jean-Joseph Denis                                            | Libéral |
| Kamouraska                      |                 | Charles Adolphe Stein (au 5 mai 1922)                        | Libéral |
| Kamouraska                      |                 | Joseph Georges Bouchard (élection partielle en 1922)         | Libéral |
| Labelle                         |                 | Hyacinthe-Adélard Fortier                                    | Libéral |
| Laprairie—Napierville           |                 | Roch Lanctôt                                                 | Libéral |
| L'Assomption—Montcalm           |                 | Paul-Arthur Séguin                                           | Libéral |
| Laurier—Outremont               |                 | Lomer Gouin (au 29 décembre 1921)                            | Libéral |
| Laurier—Outremont               |                 | Lomer Gouin (élection partielle en 1922)                     | Libéral |
| Laval—Deux-Montagnes            |                 | Joseph Arthur Calixte Éthier                                 | Libéral |
| Lévis                           |                 | Joseph Boutin Bourassa                                       | Libéral |
| L'Islet                         |                 | Joseph-Fernand Fafard                                        | Libéral |
| Lotbinière                      |                 | Thomas Vien                                                  | Libéral |
| Maisonneuve                     |                 | Clément Robitaille                                           | Libéral |
| Maskinongé                      |                 | Eugène Desrochers                                            | Libéral |
| Matane                          |                 | François Jean Pelletier                                      | Libéral |
| Mégantic                        |                 | Lucien Turcotte Pacaud (au 26 octobre 1922)                  | Libéral |
| Mégantic                        |                 | Eusèbe Roberge (élection partielle en 1922)                  | Libéral |
| Missisquoi                      |                 | William Frederic Kay                                         | Libéral |
| Montmagny                       |                 | Joseph Bruno Aimé Miville Déchêne                            | Libéral |
| Nicolet                         |                 | Arthur Trahan (au 25 avril 1923)                             | Libéral |
| Nicolet                         |                 | Joseph-Félix Descoteaux (élection partielle en 1923)         | Libéral |
| Pontiac                         |                 | Frank S. Cahill                                              | Libéral |
| Portneuf                        |                 | Michel-Siméon Delisle                                        | Libéral |
| Québec (Comté de)               |                 | Henri-Edgar Lavigueur                                        | Libéral |
| Québec-Est                      |                 | Ernest Lapointe (au 3 janvier 1922)                          | Libéral |
| Québec-Est                      |                 | Ernest Lapointe (élection partielle en 1922)                 | Libéral |
| Québec-Sud                      |                 | Charles Gavan Power                                          | Libéral |
| Québec-Ouest                    |                 | Georges Parent                                               | Libéral |
| Richelieu                       |                 | Pierre-Joseph-Arthur Cardin (au 30 janvier 1924)             | Libéral |
| Richelieu                       |                 | Pierre-Joseph-Arthur Cardin (élection partielle en 1924)     | Libéral |
| Richmond—Wolfe                  |                 | Edmund William Tobin                                         | Libéral |
| Rimouski                        |                 | Joseph-Émile-Stanislas-Émmanuel D'Anjou (au 19 juillet 1924) | Libéral |
| Rimouski                        |                 | Eugène Fiset (élection partielle en 1924)                    | Libéral |
| Sainte-Anne                     |                 | Joseph Charles Walsh                                         | Libéral |
| Saint-Antoine                   |                 | Walter George Mitchell (démissionne le 14 mai 1924)          | Libéral |
| Saint-Antoine                   |                 | William James Hushion (élection partielle en 1924)           | Libéral |
| Saint-Denis                     |                 | Joseph-Arthur Denis                                          | Libéral |
| Saint-Hyacinthe—Rouville        |                 | René Morin                                                   | Libéral |
| Saint-Jacques                   |                 | Fernand Rinfret                                              | Libéral |
| Saint-Jean—Iberville            |                 | Marie Joseph Demers (au 22 juillet 1922)                     | Libéral |
| Saint-Jean—Iberville            |                 | Aldéric-Joseph Benoit (élection partielle en 1922)           | Libéral |
| Saint-Laurent—Saint-Georges     |                 | Herbert Meredith Marler                                      | Libéral |
| Sainte-Marie                    |                 | Hermas Deslauriers                                           | Libéral |
| Shefford                        |                 | Georges Henri Boivin                                         | Libéral |
| Sherbrooke (Ville de))          |                 | Francis N. McCrea                                            | Libéral |
| Stanstead                       |                 | Willis Keith Baldwin                                         | Libéral |
| Terrebonne                      |                 | Jules-Édouard Prévost                                        | Libéral |
| Trois-Rivières-et-Saint-Maurice |                 | Jacques Bureau (au 3 janvier 1922)                           | Libéral |
| Trois-Rivières-et-Saint-Maurice |                 | Jacques Bureau (élection partielle en 1922)                  | Libéral |
| Témiscouata                     |                 | Charles Arthur Gauvreau (décédé le 9 octobre 1924)           | Libéral |
| Témiscouata                     |                 | Jean-François Pouliot (élection partielle en 1924)           | Libéral |
| Vaudreuil—Soulanges             |                 | Gustave Benjamin Boyer (au 11 mars 1922, nommé au Sénat      | Libéral |
| Vaudreuil—Soulanges             |                 | Joseph-Rodolphe Ouimet (élection partielle en 1922)          | Libéral |
| Westmount—Saint-Henri           |                 | Paul Mercier                                                 | Libéral |
| Wright                          |                 | Romuald Montézuma Gendron                                    | Libéral |
| Yamaska                         |                 | Aimé Boucher                                                 | Libéral |

### Saskatchewan
| Circonscription  | Circonscription | Nom                                                         | Parti        |
| ---------------- | --------------- | ----------------------------------------------------------- | ------------ |
| Assiniboia       |                 | Oliver Robert Gould                                         | Progressiste |
| Battleford       |                 | Thomas Henry McConica                                       | Progressiste |
| Humboldt         |                 | Charles Wallace Stewart                                     | Progressiste |
| Kindersley       |                 | Archibald M. Carmichael                                     | Progressiste |
| Last Mountain    |                 | John Frederick Johnston                                     | Progressiste |
| Mackenzie        |                 | Milton Neil Campbell                                        | Progressiste |
| Maple Creek      |                 | Neil Haman McTaggart                                        | Progressiste |
| Moose Jaw        |                 | Robert Milton Johnson (élection annulée le 22 février 1923) | Progressiste |
| Moose Jaw        |                 | Edward Nicholas Hopkins (élection partielle en 1923)        | Progressiste |
| North-Battleford |                 | Claudius Charles Davies                                     | Progressiste |
| Prince Albert    |                 | Andrew Knox                                                 | Progressiste |
| Qu'Appelle       |                 | John Millar                                                 | Progressiste |
| Regina           |                 | William Richard Motherwell (au 3 janvier 1922)              | Libéral      |
| Regina           |                 | William Richard Motherwell (élection partielle en 1922)     | Libéral      |
| Saltcoats        |                 | Thomas Sales                                                | Progressiste |
| Saskatoon        |                 | John Evans                                                  | Progressiste |
| Swift Current    |                 | Arthur John Lewis                                           | Progressiste |
| Weyburn          |                 | John Morrison                                               | Progressiste |

### Yukon
| Circonscription | Circonscription | Nom          | Parti        |
| --------------- | --------------- | ------------ | ------------ |
| Yukon           |                 | George Black | Conservateur |

## Sources
- Site web du Parlement du Canada

- (en) Cet article est partiellement ou en totalité issu de l’article de Wikipédia en anglais intitulé « 14th Canadian Parliament » (voir la liste des auteurs).